# Isola Hearst
L'isola Hearst è una delle più grandi isole dell'Antartide e si trova nel mare di Weddell, al largo della costa orientale della Terra di Palmer. Situata in particolare circa 8 km a est di capo Rymill,  al largo della costa di Wilkins, da cui è separata dallo stretto di Stefansson, l'isola Hearst, che misura circa 67 km di lunghezza in direzione nord-sud e 13 km di larghezza, è completamente circondata dai ghiacci della piattaforma glaciale Larsen ed è essa stessa interamente ricoperta da una calotta di ghiaccio che arriva fino a 365 m s.l.m..

## Storia
L'isola Hearst fu avvistata per la prima volta da Sir Hubert Wilkins nel corso di un volo di ricognizione effettuato dall'esploratore australiano il 20 dicembre 1928. Lo stesso Wilkins, scambiandola per un tratto di terraferma, la battezzò "terra di Hearst" in onore di William Randolph Hearst, uno dei finanziatori della spedizione di Wilkins. La vera natura di isola della formazione fu riconosciuta solo in seguito grazie a fotografie aeree scattate nel corso della spedizione del Programma Antartico degli Stati Uniti d'America svolta nel 1939-41 al comando di Richard Evelyn Byrd e il suo nome fu quindi modificato in "isola Hearst".